# Runa (Roman)
Runa ist der 2015 erschienene Debütroman der deutschen Schriftstellerin Vera Buck. Erzählt wird die Geschichte eines Studenten am Pariser Hôpital de la Salpêtrière und seiner Patientin Runa am Ende des 19. Jahrhunderts.

## Aufbau
Das Buch ist in sechs Teile sowie einen Prolog und einen Epilog unterteilt. In Prolog und Epilog erinnert sich der fiktive Ich-Erzähler und nur als Nebenfigur auftretende Maxime Chevrier an die etwa 15 Jahre zurückliegenden Geschehnisse am Hospital.
Den einzelnen Teilen des Romans stehen Zitate zeitgenössischer Mediziner voran, darunter solche des schwedischen Mediziners Carl Janson, des Schweizer Psychiaters und Erfinders der Psychochirurgie Gottlieb Burckhardt, des ebenfalls aus der Schweiz stammenden Manfred Bleuler, Psychiater und Sohn von Paul Eugen Bleuler, und des französischen Pathologen und Neurologen Jean-Martin Charcot, der im Roman eine wichtige Rolle spielt.
Ort der Handlung ist Paris im Jahr 1884. Daneben gibt es Rückblicke auf die Zeit des Protagonisten Johann Richard Hell in seiner Heimat Schweiz.
Das Buch schließt mit Anmerkungen der Autorin, inklusive einer umfangreichen Bibliografie zum Thema des Buchs sowie einem Zitatnachweis.

## Klappentext
»Man kam nicht her, um zu genesen, sondern um zu sterben.«
Paris, 1884. In die neurologische Abteilung der Salpêtrière-Klinik wird ein kleines Mädchen eingeliefert: Runa, die allen erprobten Behandlungsmethoden trotzt und den berühmten Arzt und Hysterieforscher Dr. Charcot vor versammeltem Expertenpublikum blamiert. Jori Hell, ein Schweizer Medizinstudent, wittert seine Chance, an den ersehnten Doktortitel zu gelangen, und schlägt das bis dahin Undenkbare vor. Als erster Mediziner will er eine Patientin heilen, indem er eine Operation an ihrem Gehirn durchführt. Was er nicht ahnt: Runa hat mysteriöse Botschaften in der ganzen Stadt hinterlassen, auf die auch andere längst aufmerksam geworden sind. Und sie kennt Joris dunkelstes Geheimnis ...

## Inhalt
Der historische Roman erzählt die Geschichte des Schweizer Medizinstudenten Johann Richard „Jori“ Hell, der sich am Hôpital de la Salpêtrière, der damals berühmtesten Nervenheilanstalt Europas, auf seine Doktorarbeit vorbereitet. Der sensible Jori erlebt die groteske Welt des gigantischen Siechenhauses und den erbitterten Konkurrenzkampf unter den Ärzten, als erste neue Diagnosen und Therapien anzuwenden. Er lernt die Patienten seiner Abteilung kennen, die – nicht selten gefesselt – in den legendären Vorlesungen des Jean-Martin Charcot öffentlich zur Schau gestellt und mit grausamen Experimenten gequält werden – Frauen aus den Armenvierteln von Paris, denen die zu dieser Zeit populäre Diagnose „Hysterie“ gestellt wird.
Eine der Patientinnen ist die 9-jährige Runa, an der er den ersten psychochirurgischen Eingriff am Gehirn eines lebenden Menschen vornehmen möchte, um später seine in der Psychiatrie leidende Geliebte Pauline Bleuler heilen zu können. Runa jedoch widersetzt sich allen Therapien und verweigert jede Art der Kommunikation.
Zur selben Zeit ermittelt der ehemalige Polizeiinspektor Lecoq in mehreren ungeklärten Todesfällen, in deren Zusammenhang er auf rätselhafte Kritzeleien stößt, deren Entschlüsselung ihn und Jori bis in die Katakomben unter Paris führen, wo die beiden grässlichen Experimenten, die von Ärzten der Salpêtrière an Kindern durchgeführt wurden, auf die Spur kommen.

## Rezeption
Vera Bucks Debüt wurde positiv aufgenommen. Gelobt wurden die bildhafte Sprache sowie die nüchterne aber schonungslose Beschreibung des Grauens der Geschichte. Aber auch die Spannung, die sich durch die Konstellationen der Charaktere einerseits und die zwischenmenschlichen Missverständnisse und Probleme andererseits ergibt, wurde hervorgehoben. Der Roman wirke mit seiner nachvollziehbaren Handlung glaubhaft.

„Die Sprache hingegen ist weitgehend souverän, und die Bilder sind stark.“

„Vera Buck erzählt die Handlung aus verschiedenen Perspektiven und spätestens, wenn noch im letzten Drittel des Buches neue Personen mit neuem Insiderwissen und neuen subjektiven Perspektiven eingeführt werden, bekommt man das Gefühl, etwas weniger an Umfang und Krimiambition wäre mehr gewesen, zumal der Text sprachlich streckenweise leicht bieder gerät. Das tut dem großen Pluspunkt des Romans jedoch keinen Abbruch: dem präzisen Einblick in die Frühzeit der Neurochirurgie, den die Autorin gewährt. Die Ausläufer der Brutalitäten, die Vera Buck so schonungslos schildert, reichten nach ihrem schrecklichen Höhepunkt unter der Nazi-Herrschaft immerhin bis weit in die 1970er Jahre, als die Psychiatrie sich endlich einer bürgerrechtlichen Grundsatzdiskussion stellen musste, die bis heute andauert. Die Anfänge dieses Grauens schildert Vera Buck detailreich und ohne Übertreibung – das macht ihr Buch trotz seiner Mängel so packend.“

„Dazu kommt eine Vielzahl von weiteren Figuren, die nahezu alle detailreich und umsichtig ausgearbeitet sind. Es ist augenscheinlich, dass die Autorin sich darum bemüht hat, keine Figuren einzubauen, die in ein schwarz-weiß-Schema passen könnten. Dieses Bemühen zahlt sich aus. [...] Vera Buck ist ein großartiges Debüt gelungen, das ein Kapitel in der Geschichte der Menschen beleuchtet, das mit Menschlichkeit wenig zu tun hat. Sie nimmt kein Blatt vor den Mund und konfrontiert die Leser mit einem namenlosen Schrecken. Dabei erzählt sie eine Geschichte, die stimmig ist und von einer überzeugenden Erzählkraft der Autorin zeugt.“

„"Runa" ist ein Buch, das, ähnlich wie die Varietépraxis des Doktor Charcot, zugleich fasziniert und abstößt - vor allem Frauen, die sich unweigerlich in die Opfer der Nervenärzte hineindenken werden. Aber die Geschichte ist sorgfältig recherchiert, gut erzählt und hat auch mit 600 Seiten keine wesentlichen Längen. Ein beachtliches Debüt.“

## Auszeichnungen
- „Buch des Monats September“ bei Thalia, 2015
- Platz 3 des LovelyBooks Leserpreises in der Kategorie Historische Romane[5]

## Ausgaben
- Deutschland
  - Runa, Limes Verlag, München 2015, Hardcover, 608 Seiten, ISBN 978-3-8090-2652-5 (auch als E-Book erhältlich)
  - Runas Schweigen, Blanvalet, München 2018, Taschenbuch, 624 Seiten, ISBN 978-3-7341-0613-2
- Niederlande
  - Runa, Karakter, 2016, Taschenbuch, 520 Seiten, ISBN 978-90-4521-263-0, übersetzt von Corry van Bree  (auch als E-Book erhältlich)
- Polen
  - Runa, Initium, 2018, Taschenbuch, 592 Seiten, ISBN 978-83-6257776-7

## Verweise
1. ↑  Thomas Widmer: Das Zeitalter der Eierstockpresse. In: tagesanzeiger.ch. 27. August 2015, abgerufen am 9. März 2024.
2. ↑  Susanne Billig: Vera Buck: "Runa" - Dunkles Geheimnis im Kopf. In: deutschlandfunkkultur.de. 29. August 2015, abgerufen am 17. Februar 2024.
3. ↑  https://www.histo-couch.de/titel/5134-runa/
4. ↑  Unbekannte Überschrift. In: ndr.de. Archiviert vom Original (nicht mehr online verfügbar) am 27. Mai 2019; abgerufen am 13. März 2024.  Info: Der Archivlink wurde automatisch eingesetzt und noch nicht geprüft. Bitte prüfe Original- und Archivlink gemäß Anleitung und entferne dann diesen Hinweis.
5. ↑  https://www.lovelybooks.de/leserpreis/2015/historische-romane/#liste